# 帕尔加勒·易卜拉欣帕夏
帕爾加勒·易卜拉欣帕夏（土耳其語：Pargalı İbrahim Paşa；1495年—1536年3月15日），帕爾加勒之名意為「來自帕爾加的」，他也被稱為弗倫克·易卜拉欣帕夏（Frenk Ibrahim Pasha；「西方人」之意，綽號源自他歐洲風格的舉止與品味），他是蘇萊曼一世的大維齊爾（相當於宰相或總理）。
易卜拉欣出生於東正教家庭，他與蘇萊曼一世於年輕時成為了親密的朋友。1523年，蘇萊曼任命易卜拉欣為大維齊爾，取代由蘇萊曼的父親 - 塞利姆一世於1518年任命的皮里·穆罕默德帕夏，易卜拉欣總共擔任了十三年的大維齊爾，他在帝國內擁有極大權威及影響力，但在1536年，易卜拉欣被蘇萊曼一世下令處決，財產也遭沒收。

## 生平

### 早年
易卜拉欣出生在當時屬於威尼斯共和國伊庇魯斯一帶的帕爾加小鎮，其父母皆信仰東正教，他所屬的種族不詳，但易卜拉欣最早可能講斯拉夫語方言，也通曉希臘語和阿爾巴尼亞語，而他的父親不是水手就是漁夫 。在1499年至1502年間，易卜拉欣被奥斯曼帝国的波斯尼亞總督伊斯坎達爾帕夏（Iskender Pasha）襲擊，遭到俘虜並成為奴隸，1514年，易卜拉欣在鄰近埃迪爾內屬於伊斯坎達爾帕夏的莊園裡，首次與當時還是皇子的蘇萊曼一世相遇，從那時起他開始為蘇萊曼服務。

### 政治生涯

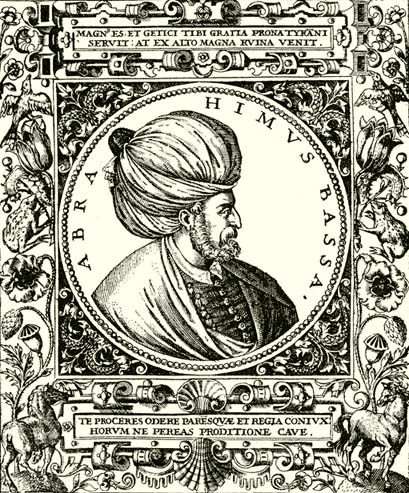
帕爾加勒·易卜拉欣帕夏

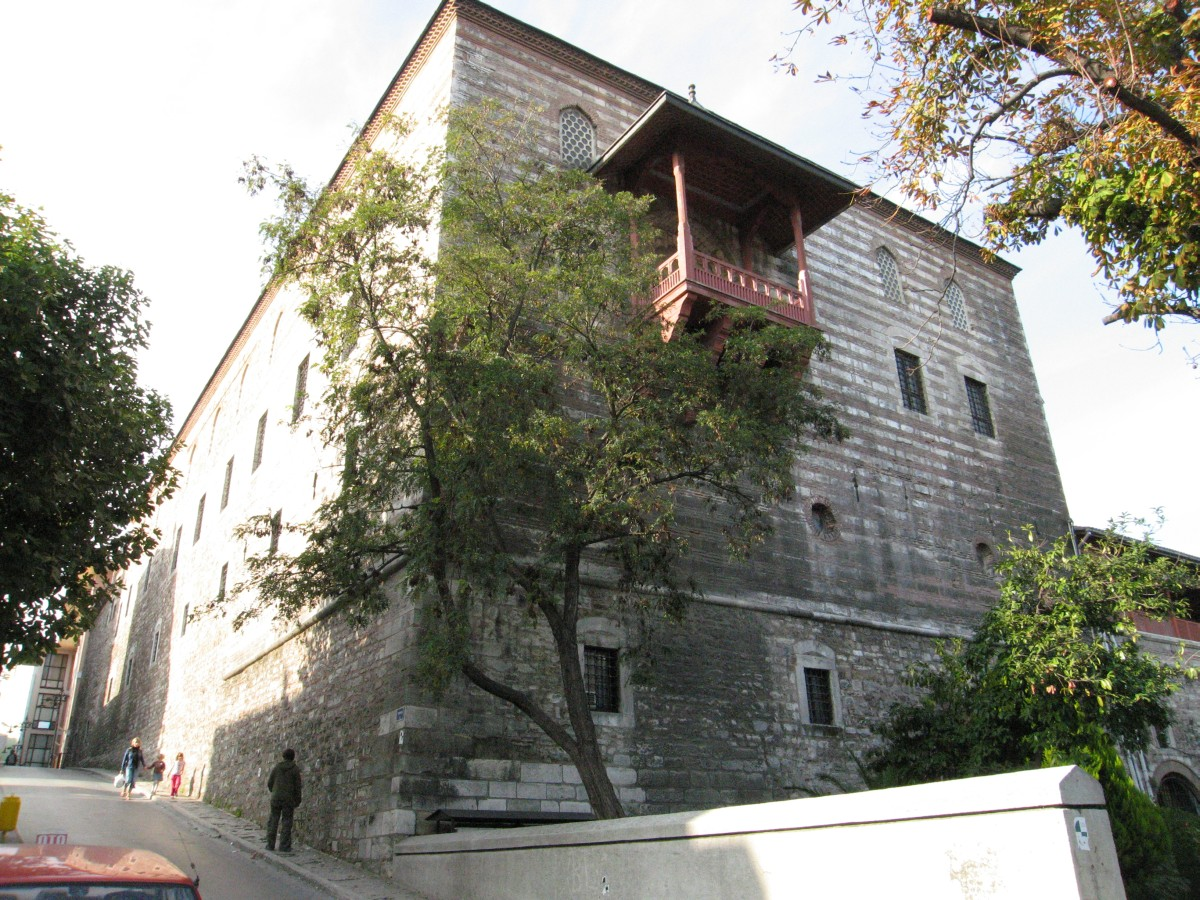
易卜拉欣帕夏的宮殿，現為博物館

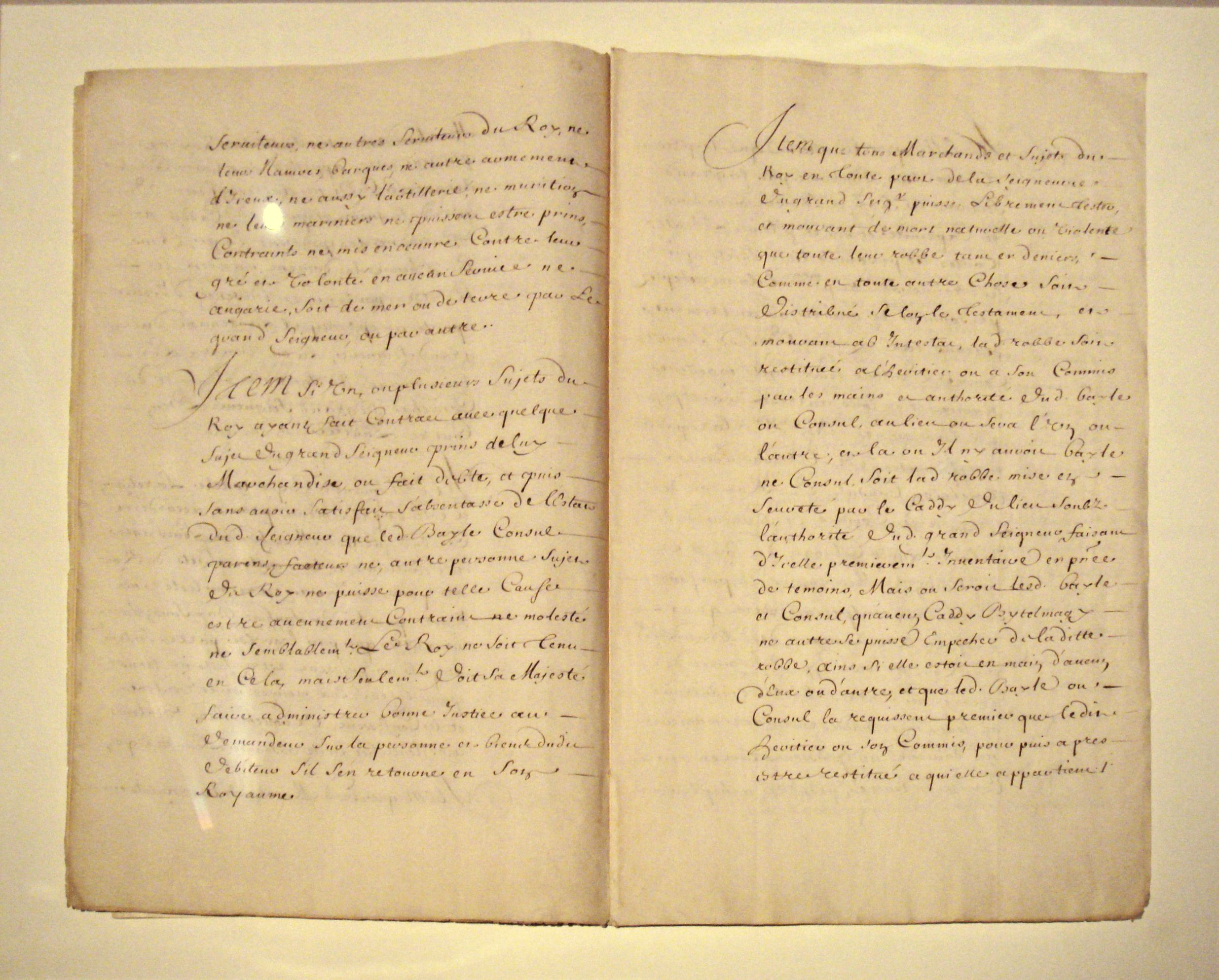
1536年法國大使與易卜拉欣帕夏簽訂的條約草案。

易卜拉欣帕夏的政治對手哈因·艾哈邁德帕夏，因為對蘇萊曼一世任命易卜拉欣接任大維齊爾而不是自己而感到不滿，因此宣布自己為埃及的蘇丹並且從鄂圖曼帝國獨立。哈因·艾哈邁德帕夏於1524年被鄂圖曼帝國的軍隊逮捕並處決，易卜拉欣帕夏則在1525年往南抵達埃及處理平亂後的局勢，並改革了埃及行省的民政與軍事行政體系。
在1523年的一場盛大儀式中，易卜拉欣帕夏娶了慕希妮可敦（Muhsine Hatun）為妻，她是曾在二十多年前抓獲易卜拉欣的伊斯坎達爾帕夏的孫女，這場婚姻似乎是出於政治動機 - 讓外人易卜拉欣融入鄂圖曼帝國的精英階層中，雖然慕希妮可敦最初對她的新丈夫抱持懷疑的態度，但兩人最終產生了愛意。雖然歷史學家曾相信易卜拉欣是與哈蒂潔蘇丹（蘇萊曼一世的妹妹）結婚，但這是依據極少數的證據和猜測，由於歷史學家伊布·圖朗（Ebru Turan）的研究成果，包括從威尼斯與鄂圖曼的文件中發現許多文獻是由慕希妮可敦簽名並寄給易卜拉欣的信件，現在普遍已認為易卜拉欣的妻子是慕希妮可敦而非哈蒂潔蘇丹。
易卜拉欣帕夏的宮殿位於伊斯坦堡的君士坦丁堡競技場的西側，現已改建為土耳其和伊斯蘭藝術博物館。
在外交方面，易卜拉欣與西方基督教世界的合作取得了圓滿的成功，他運用各種手段與天主教國家的領導人進行有利的談判，1533年，易卜拉欣說服查理五世承認匈牙利成為鄂圖曼帝國的領土，1535年，他與弗朗索瓦一世完成了一項龐大的協議，該協議賦予法國對鄂圖曼帝國有利的貿易權利，以換取法國與鄂圖曼之間對哈布斯堡王朝的聯合軍事行動，其中包括在1543年-1544年間鄂圖曼帝國冬季在土倫建立海軍艦隊基地的重要約定。
雖然易卜拉欣帕夏早已改信伊斯蘭教，但易卜拉欣帕夏仍與他的出生地保持著聯繫，易卜拉欣帕夏甚至將父母帶到鄂圖曼帝國的首都與他一起生活，後來他的父母也一同皈依了伊斯蘭教，他的父親取名優素福（Yusuf），成為伊庇魯斯的州長。
伴隨權力和財富的增長，易卜拉欣日漸變得高傲，替自己樹立了為數眾多的政敵，其中便包括蘇萊曼一世的妻子许蕾姆苏丹，1536年3月5日，易卜拉欣在與蘇萊曼一世共進晚餐後，返回自己的臥室就寢，然而，在他剛進入房間時，便被早已埋伏好的劊子手制服並當場處決，易卜拉欣離世後，許蕾姆蘇丹旋即接替他的地位，成為丈夫蘇萊曼一世在政治上的首席顧問。